# Liste des arrondissements en Algérie française
 (avril 2024).
- Si vous ne connaissez pas le sujet, laissez ce bandeau (vous pouvez alors contacter les auteurs).
- Si vous supprimez le contenu mis en cause (vous pouvez préalablement contacter les auteurs),

argumentez précisément cette suppression dans la page de discussion
(un manque de référence n'est pas un argument ; une recherche réelle de référence doit avoir été effectuée, être formellement documentée).
Les arrondissements français d'Algérie sont des anciennes divisions administratives de l'Algérie française, entre 1848 et 1962.
Le nombre d'arrondissements est globalement resté stable, jusqu'au début de la guerre d'Algérie, où plusieurs créations et suppressions de département français d'Algérie ont lieu entre 1955 et 1962.

## Histoire
Au commencement de la guerre d'Algérie, plusieurs décrets sont créées pour modifier les divisions administratives du pays, mais le décret du 17 mars 1958 ne peut pas être appliqués à la suite du coup d'État du 13 mai 1958. Le décret du 7 novembre 1959 viendra confirmer ou abroger certaines dispositions du précédent décret.

## Liste des arrondissements
| Liste des arrondissements français de l'Algérie française | Liste des arrondissements français de l'Algérie française | Liste des arrondissements français de l'Algérie française | Liste des arrondissements français de l'Algérie française |
| Nom                                                       | Création                                                  | Dissolution                                               | Département                                               |
| --------------------------------------------------------- | --------------------------------------------------------- | --------------------------------------------------------- | --------------------------------------------------------- |
| Adrar                                                     | 1957                                                      | 1962                                                      | Département de la Saoura                                  |
| Aflou                                                     | 1957                                                      | 1962                                                      | Département de Tiaret                                     |
| Aïn Témouchent                                            | 1955                                                      | 1962                                                      | Département d'Oran                                        |
| Aïn-Beïda                                                 | 1955                                                      | 1956                                                      | Département de Constantine                                |
| Aïn-Beïda                                                 | 1956                                                      | 1957                                                      | Département de Batna                                      |
| Aïn-Beïda                                                 | 1957                                                      | 1962                                                      | Département de Constantine                                |
| Aïn-M'Lila                                                | 1957                                                      | 1962                                                      | Département de Constantine                                |
| Aïn-Sefra                                                 | 1958                                                      | 1962                                                      | Département de Saïda                                      |
| Akbou                                                     | 1957                                                      | 1959                                                      | Département de Bougie                                     |
| Alger                                                     | 1848                                                      | 1962                                                      | Département d'Alger                                       |
| Arris                                                     | 1957                                                      | 1962                                                      | Département de Batna                                      |
| Aumale                                                    | 1944                                                      | 1956                                                      | Département d'Alger                                       |
| Aumale                                                    | 1956                                                      | 1958                                                      | Département de Médéa                                      |
| Aumale                                                    | 1958                                                      | 1959                                                      | Département d'Aumale                                      |
| Aumale                                                    | 1959                                                      | 1962                                                      | Département de Médéa                                      |
| Azazga                                                    | 1957                                                      | 1962                                                      | Département de Tizi Ouzou                                 |
| Batna                                                     | 1885                                                      | 1956                                                      | Département de Constantine                                |
| Batna                                                     | 1956                                                      | 1962                                                      | Département de Batna                                      |
| Barika                                                    | 1956                                                      | 1958                                                      | Département de Batna                                      |
| Barika                                                    | 1958                                                      | 1962                                                      | Département de Sétif                                      |
| Béni Abbès                                                | 1957                                                      | 1962                                                      | Département de la Saoura                                  |
| Biskra                                                    | 1956                                                      | 1962                                                      | Département de Batna                                      |
| Blida                                                     | 1848                                                      | 1867                                                      | Département d'Alger                                       |
| Blida                                                     | 1944                                                      | 1962                                                      | Département d'Alger                                       |
| Boghari                                                   | 1956                                                      | 1962                                                      | Département de Médéa                                      |
| Bône                                                      | 1853                                                      | 1955                                                      | Département de Constantine                                |
| Bône                                                      | 1955                                                      | 1962                                                      | Département de Bône                                       |
| Bordj-Bou-Arreridj                                        | 1955                                                      | 1956                                                      | Département de Constantine                                |
| Bordj-Bou-Arreridj                                        | 1956                                                      | 1962                                                      | Département de Sétif                                      |
| Bordj-Menaiel                                             | 1956                                                      | 1962                                                      | Département de Tizi Ouzou                                 |
| Bougie                                                    | 1875                                                      | 1956                                                      | Département de Constantine                                |
| Bougie                                                    | 1956                                                      | 1962                                                      | Département de Sétif                                      |
| Bouira                                                    | 1955                                                      | 1962                                                      | Département de Tizi Ouzou                                 |
| Bou-Saada                                                 | 1957                                                      | 1958                                                      | Département de Médéa                                      |
| Bou-Saada                                                 | 1958                                                      | 1959                                                      | Département d'Aumale                                      |
| Bou-Saada                                                 | 1959                                                      | 1962                                                      | Département de Médéa                                      |
| Cherchell                                                 | 1956                                                      | 1962                                                      | Département d'Orléansville                                |
| Clairfontaine                                             | 1957                                                      | 1962                                                      | Département de Bône                                       |
| Collo                                                     | 1957                                                      | 1962                                                      | Département de Constantine                                |
| Colomb-Béchar                                             | 1957                                                      | 1962                                                      | Département de la Saoura                                  |
| Constantine                                               | 1860                                                      | 1962                                                      | Département de Constantine                                |
| Corneille                                                 | 1957                                                      | 1962                                                      | Département de Batna                                      |
| Djanet                                                    | 1960                                                      | 1962                                                      | Département des Oasis                                     |
| Djidjelli                                                 | 1955                                                      | 1962                                                      | Département de Constantine                                |
| Duperré                                                   | 1956                                                      | 1962                                                      | Département d'Orléansville                                |
| El Abiodh Sidi Cheikh                                     | 1957                                                      | 1962                                                      | Département de la Saoura                                  |
| El-Goléa                                                  | 1960                                                      | 1962                                                      | Département des Oasis                                     |
| El Milia                                                  | 1957                                                      | 1962                                                      | Département de Constantine                                |
| El-Oued                                                   | 1960                                                      | 1962                                                      | Département des Oasis                                     |
| Fort-National                                             | 1955                                                      | 1962                                                      | Département de Tizi Ouzou                                 |
| Frenda                                                    | 1957                                                      | 1962                                                      | Département de Tiaret                                     |
| Géryville                                                 | 1958                                                      | 1962                                                      | Département de Saïda                                      |
| Ghardaïa                                                  | 1960                                                      | 1962                                                      | Département des Oasis                                     |
| Guelma                                                    | 1858                                                      | 1874                                                      | Département de Constantine                                |
| Guelma                                                    | 1875                                                      | 1955                                                      | Département de Constantine                                |
| Guelma                                                    | 1955                                                      | 1962                                                      | Département de Bône                                       |
| In-Salah                                                  | 1960                                                      | 1962                                                      | Département des Oasis                                     |
| Khenchela                                                 | 1957                                                      | 1962                                                      | Département de Batna                                      |
| Kherrata                                                  | 1957                                                      | 1962                                                      | Département de Sétif                                      |
| Laghouat                                                  | 1957                                                      | 1962                                                      | Département des Oasis                                     |
| Lafayette                                                 | 1958                                                      | 1959                                                      | Département de Bougie                                     |
| La Calle                                                  | 1957                                                      | 1962                                                      | Département de Bône                                       |
| Maison-Blanche                                            | 1956                                                      | 1962                                                      | Département d'Alger                                       |
| Marnia                                                    | 1955                                                      | 1957                                                      | Département d'Oran                                        |
| Marnia                                                    | 1957                                                      | 1962                                                      | Département de Tlemcen                                    |
| Mascara                                                   | 1858                                                      | 1867                                                      | Département d'Oran                                        |
| Mascara                                                   | 1874                                                      | 1956                                                      | Département d'Oran                                        |
| Mascara                                                   | 1956                                                      | 1962                                                      | Département de Mostaganem                                 |
| Mécheria                                                  | 1958                                                      | 1962                                                      | Département de Saïda                                      |
| Médéa                                                     | 1848                                                      | 1956                                                      | Département d'Alger                                       |
| Médéa                                                     | 1956                                                      | 1962                                                      | Département de Médéa                                      |
| Mila                                                      | 1955                                                      | 1962                                                      | Département de Constantine                                |
| Miliana                                                   | 1858                                                      | 1956                                                      | Département d'Alger                                       |
| Miliana                                                   | 1956                                                      | 1962                                                      | Département d'Orléansville                                |
| Mostaganem                                                | 1849                                                      | 1956                                                      | Département d'Oran                                        |
| Mostaganem                                                | 1956                                                      | 1962                                                      | Département de Mostaganem                                 |
| M'Sila                                                    | 1957                                                      | 1962                                                      | Département de Sétif                                      |
| Oran                                                      | 1848                                                      | 1962                                                      | Département d'Oran                                        |
| Orléansville                                              | 1875                                                      | 1956                                                      | Département d'Alger                                       |
| Orléansville                                              | 1956                                                      | 1962                                                      | Département d'Orléansville                                |
| Ouargla                                                   | 1957                                                      | 1962                                                      | Département des Oasis                                     |
| Ouled Djellal                                             | 1958                                                      | 1959                                                      | Département d'Aumale                                      |
| Ouled Djellal                                             | 1959                                                      | 1962                                                      | Département de Médéa                                      |
| Palestro                                                  | 1957                                                      | 1962                                                      | Département de Tizi Ouzou                                 |
| Paul-Cazelles                                             | 1957                                                      | 1962                                                      | Département d'Oran                                        |
| Perrégaux                                                 | 1956                                                      | 1962                                                      | Département d'Oran                                        |
| Philippeville                                             | 1853                                                      | 1962                                                      | Département de Constantine                                |
| Relizane                                                  | 1955                                                      | 1956                                                      | Département d'Oran                                        |
| Relizane                                                  | 1956                                                      | 1962                                                      | Département de Mostaganem                                 |
| Saint-Arnaud                                              | 1957                                                      | 1962                                                      | Département de Sétif                                      |
| Saïda                                                     | 1956                                                      | 1958                                                      | Département de Tiaret                                     |
| Saïda                                                     | 1958                                                      | 1962                                                      | Département de Saïda                                      |
| Sétif                                                     | 1858                                                      | 1867                                                      | Département de Constantine                                |
| Sétif                                                     | 1874                                                      | 1957                                                      | Département de Constantine                                |
| Sétif                                                     | 1957                                                      | 1962                                                      | Département de Sétif                                      |
| Sidi-Aïch                                                 | 1957                                                      | 1959                                                      | Département de Bougie                                     |
| Sidi Bel Abbès                                            | 1875                                                      | 1962                                                      | Département d'Oran                                        |
| Souk-Ahras                                                | 1955                                                      | 1962                                                      | Département de Bône                                       |
| Tablat                                                    | 1957                                                      | 1958                                                      | Département de Médéa                                      |
| Tablat                                                    | 1958                                                      | 1959                                                      | Département d'Aumale                                      |
| Tamanrasset                                               | 1960                                                      | 1962                                                      | Département des Oasis                                     |
| Tébessa                                                   | 1955                                                      | 1958                                                      | Département de Bône                                       |
| Tébessa                                                   | 1958                                                      | 1962                                                      | Département de Batna                                      |
| Le Telagh                                                 | 1957                                                      | 1958                                                      | Département d'Oran                                        |
| Le Telagh                                                 | 1958                                                      | 1959                                                      | Département de Saïda                                      |
| Le Telagh                                                 | 1959                                                      | 1962                                                      | Département d'Oran                                        |
| Ténès                                                     | 1956                                                      | 1962                                                      | Département d'Orléansville                                |
| Teniet-el-Had                                             | 1956                                                      | 1962                                                      | Département d'Orléansville                                |
| Tiaret                                                    | 1938                                                      | 1956                                                      | Département d'Oran                                        |
| Tiaret                                                    | 1956                                                      | 1962                                                      | Département de Tiaret                                     |
| Timimoun                                                  | 1957                                                      | 1962                                                      | Département de la Saoura                                  |
| Tindouf                                                   | 1957                                                      | 1962                                                      | Département de la Saoura                                  |
| Tizi Ouzou                                                | 1873                                                      | 1956                                                      | Département d'Alger                                       |
| Tizi Ouzou                                                | 1956                                                      | 1962                                                      | Département de Tizi Ouzou                                 |
| Tlemcen                                                   | 1858                                                      | 1867                                                      | Département d'Oran                                        |
| Tlemcen                                                   | 1874                                                      | 1956                                                      | Département d'Oran                                        |
| Tlemcen                                                   | 1956                                                      | 1962                                                      | Département de Tlemcen                                    |
| Touggourt                                                 | 1957                                                      | 1962                                                      | Département des Oasis                                     |
| Vialar                                                    | 1957                                                      | 1962                                                      | Département de Tiaret                                     |